# 愛宕神社 (行方市玉造甲)
愛宕神社（あたごじんじゃ）は、茨城県行方市玉造甲にある神社。旧社格は村社。
『常陸国風土記』に記載される夜刀神を祀る社を濫觴とすると伝える神社である。鎮座地は霞ヶ浦の東方、2つの台地の谷間を2キロメートル (km) 程入った最奥部にある湧泉（「天龍の御手洗」）の後背台地の森中に位置する。

## 歴史
『常陸国風土記』に見える、箭括氏（やはずのうじ）の麻多智（またち）が夜刀神を祀った社の後身であるという。風土記には「椎井（しひゐ）の池」が付近にあったとするが、社前の清水が湧出する「天龍の御手洗」がかつての「椎井」であるという。夜刀神は蛇体で頭に角を有つといい、「夜刀（やつ、やと）」は関東地方の方言で谷間、谷合を意味する「谷地（やち）」「谷津（やつ）」「谷頭（やと）」に由来し、また現に霞ヶ浦周辺の谷間の湿地には蝮などの蛇類も多いため、夜刀神は土地神としての蛇神であると見られている。
かつては現在地の南200 m程隔たった台地の縁辺、字滝の入に鎮座していたというが、享禄2年（1529年）に常陸大掾氏の一族である玉造城第13代城主、玉造憲幹が愛宕神を勧請して合祀し、水戸藩主徳川光圀が「天龍の御手洗」背後の台地にある森（現社地）へ遷座したという。水戸家所蔵の古文書に「愛宕権現社（中略）天龍院支配」とあるので、近くにあった天龍院（天台宗であったという）が所管していた。
滝の入の旧社地には戦前まで古木が鬱蒼と繁茂する鎮守の杜があり、ここを「古愛宕」と称して方7尺で胸高程の高さの基壇の上に小祠が祀られていたが、戦後に樹木が伐採されて基壇も突き崩され、現在は低木のみが茂る藪と化している。昭和49年（1974年）に境内に「夜刀神」の碑が建碑された。

## 境内

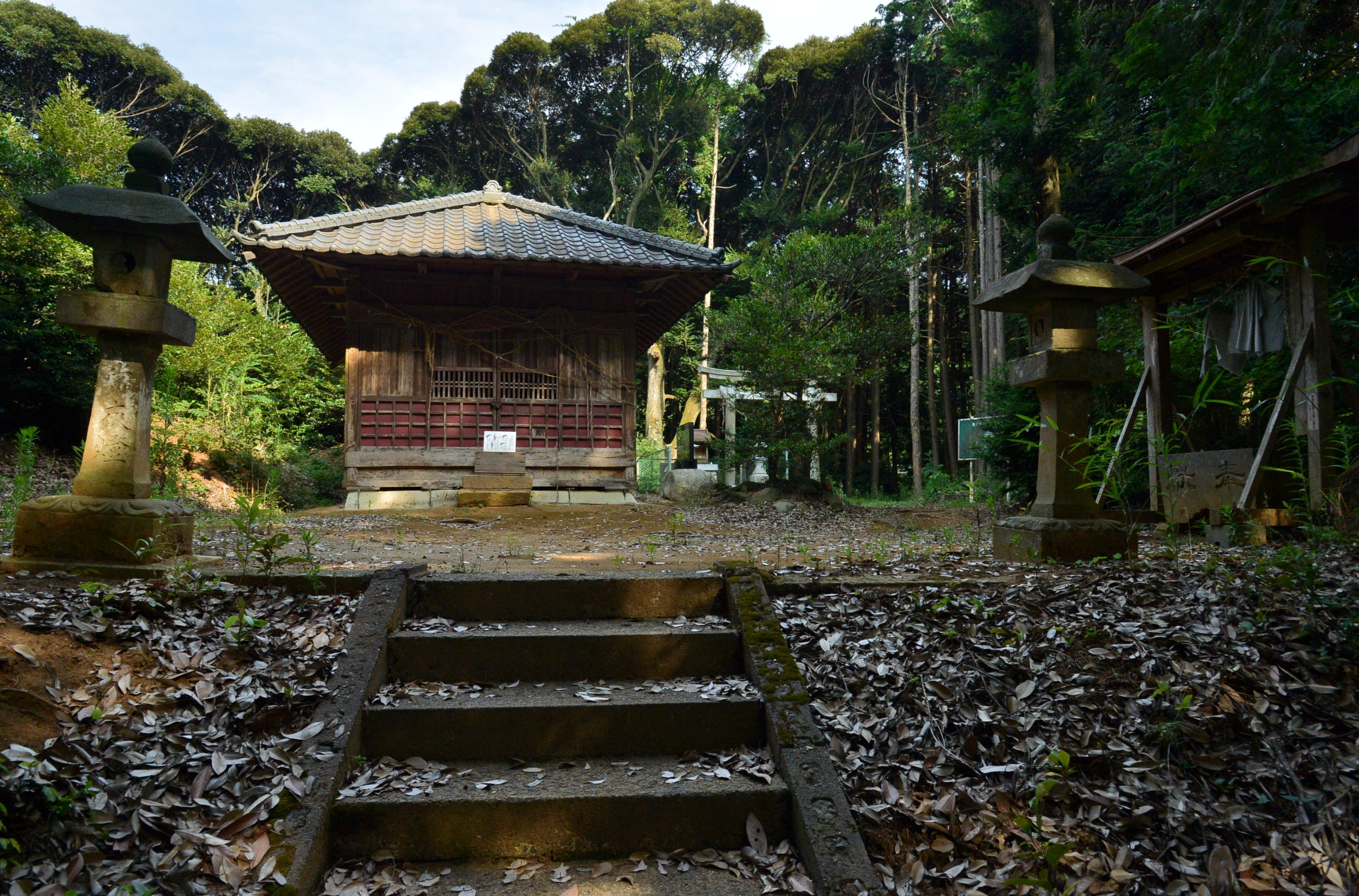
境内
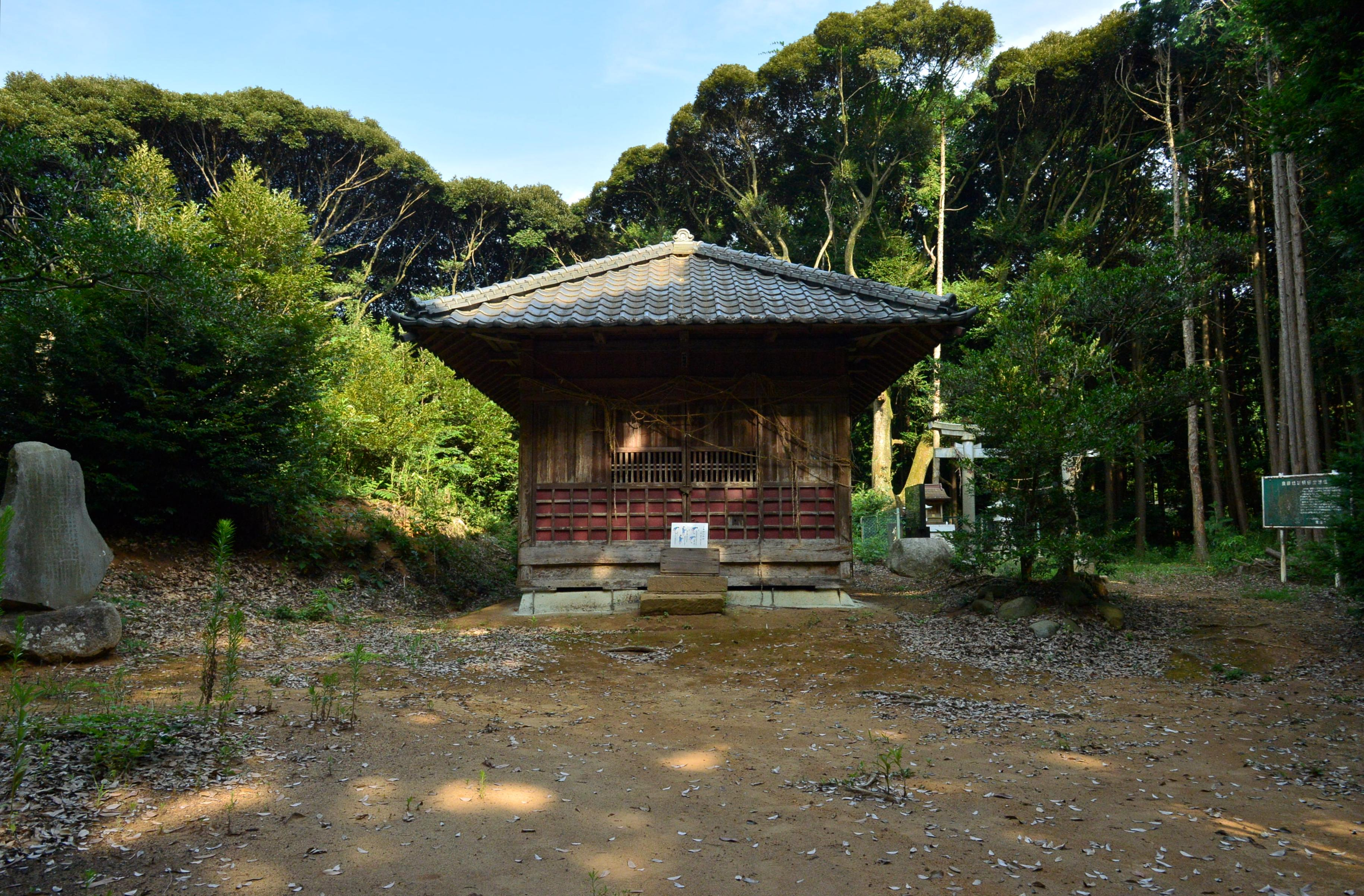
社殿
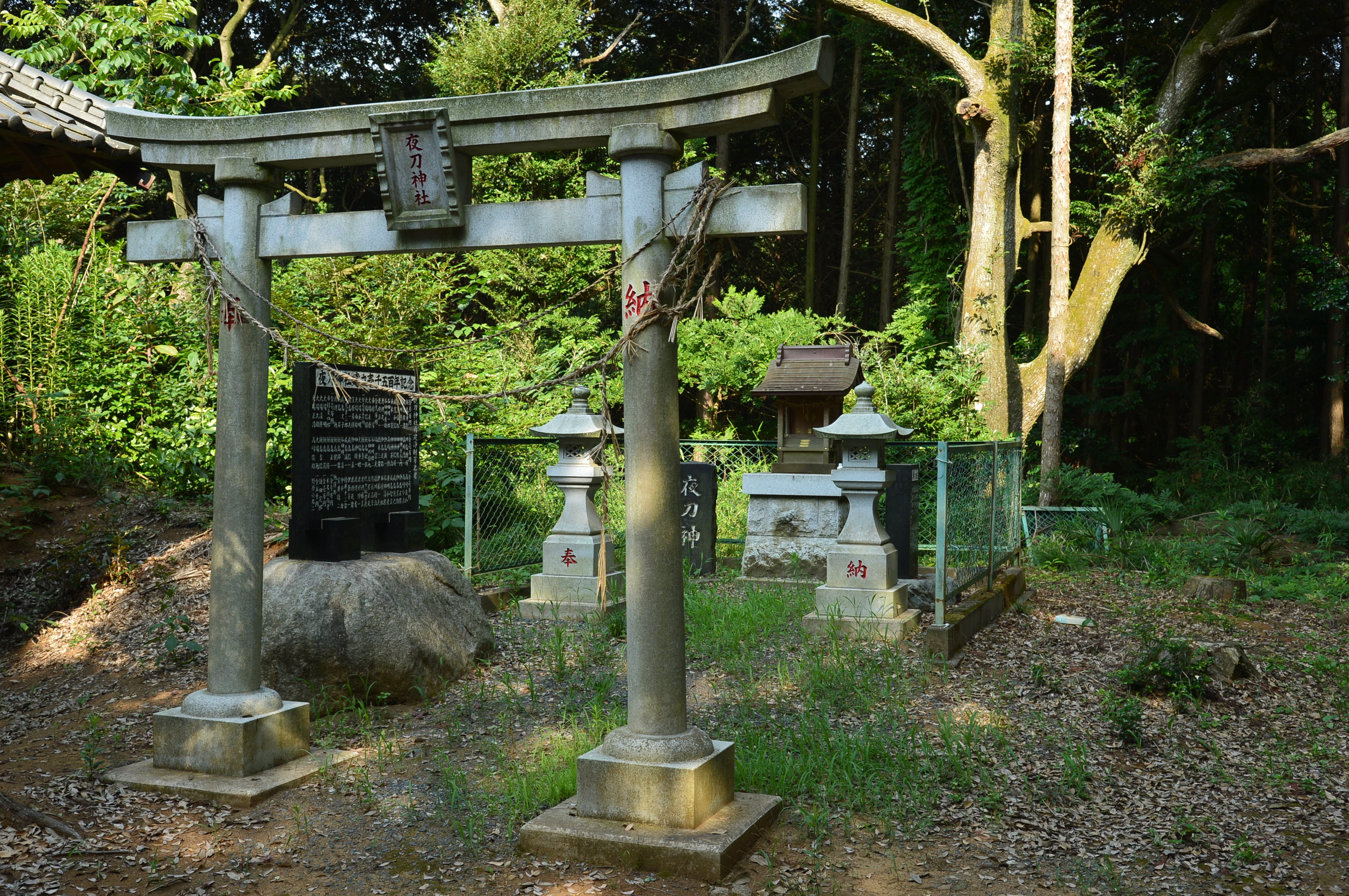
愛宕神社の社の隣に位置する祠、夜刀神（やとのかみ）が祀られる夜刀神社。
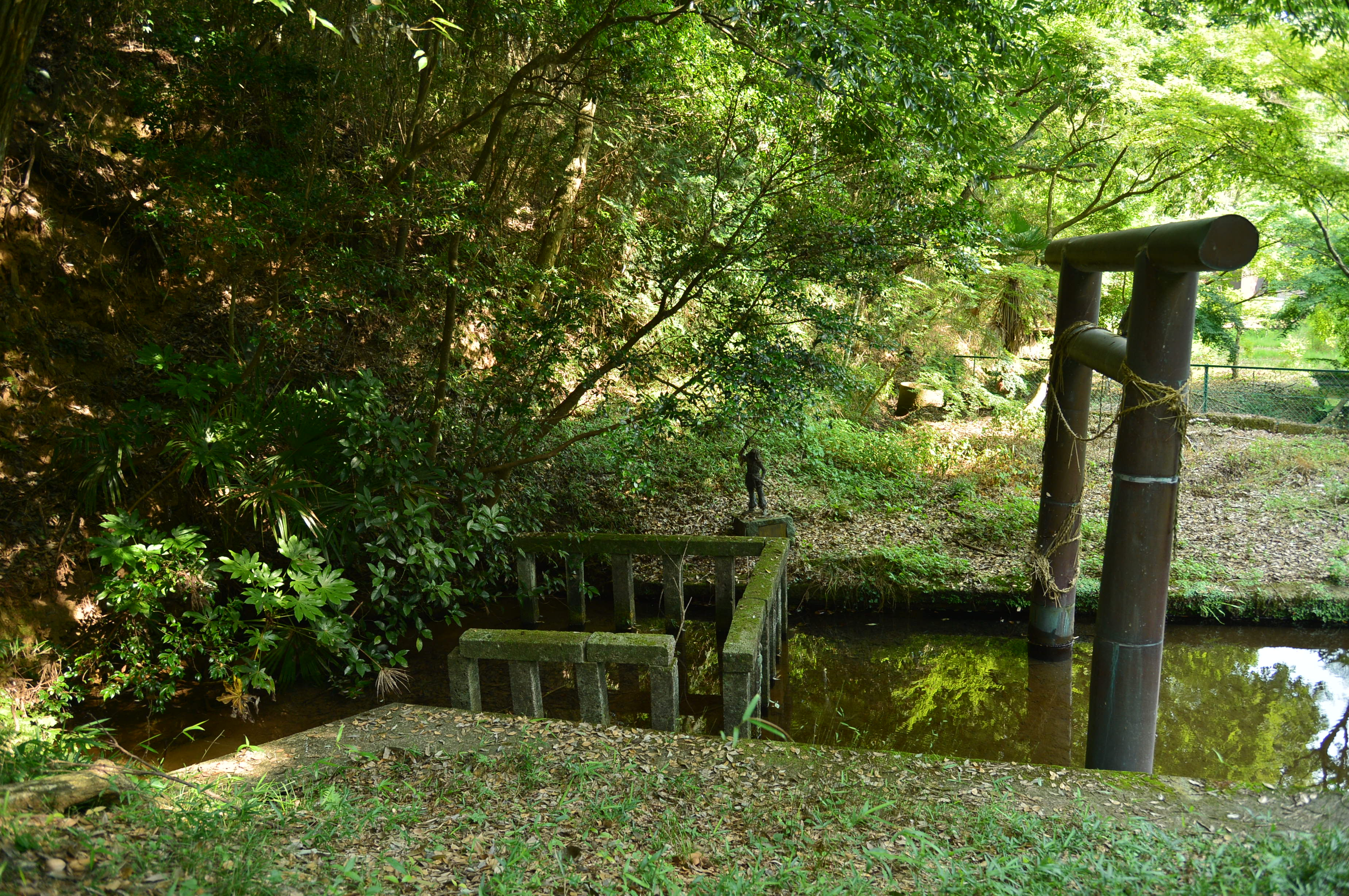
「天龍の御手洗」（椎木池）